# Independence of the Seas
La Independence of the Seas è una nave da crociera della compagnia norvegese-statunitense Royal Caribbean International, costruita nei cantieri finlandesi di Aker Finnyards (attualmente STX Shipbuilding Europe) a Turku. Fu la terza nave della classe Freedom, e fino alla costruzione della nave Oasis of the Seas nel 2009, fu insieme con le navi gemelle Freedom of the Seas e Liberty of the Seas la nave passeggeri più grande del mondo.
I propulsori azimutali sono propulsori navali che possono essere ruotati secondo un asse verticale e pertanto orientati in una qualsiasi direzione orizzontale, rendendo inutile la presenza del timone. La presenza di un sistema di propulsione azimutale consente una maggiore manovrabilità della nave rispetto ad un sistema di propulsione costituito da eliche fisse e da un timone.